# Poivre de Sichuan
Le poivre du Sichuan, parfois appelé poivre chinois (花椒 pinyin : huājiāo, « poivre fleur » ; 山椒 shānjiāo, « poivre de montagne » ; 川椒 chuānjiāo, « poivre de Sichuan » ; 秦椒 qínjiāo, poivre de l'État de Qin) ou fruit sec du Sichuan, est une épice asiatique tirée de la coque du fruit de deux espèces d'arbustes de la famille des Rutacées (Zanthoxylum bungeanum et Zanthoxylum simulans).
Ce nom commun désigne souvent par extension d'autres épices similaires appartenant au genre Zanthoxylum, entre autres :
- Zanthoxylum piperitum, le poivre sanshō (山椒) japonais ;
- Zanthoxylum armatum, le poivre de Timut ;
- Zanthoxylum schinifolium, le poivre sanshō coréen ;
- Zanthoxylum acanthopodium, l'andaliman indonésien.

## Saveur
Le poivre de Sichuan a une saveur unique qui produit dans la bouche à la fois une sensation d'irritation (pseudo-chaleur) (comme avec le piment) et de picotement (ou frisson) du fait de la présence de sanshools (principalement alpha sanshool et alpha hydroxy sanshool),. Il est aussi légèrement anesthésiant et a, en fin de bouche, un goût citronné.

## Culture

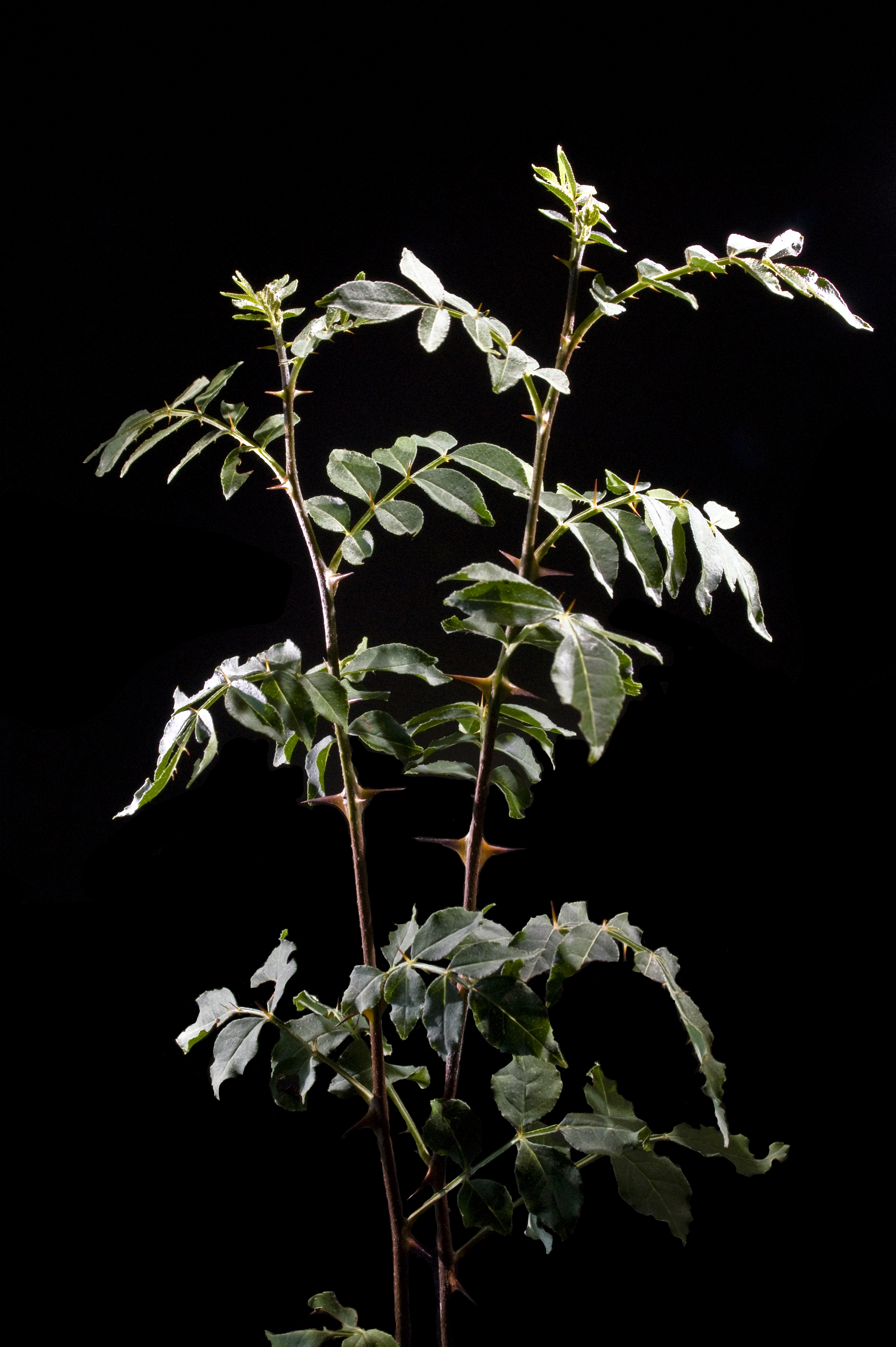
Jeunes plants.

La plante est un buisson de 3 à 5 m qu'il est conseillé de former sur tige afin de faciliter la récolte. Les tiges comportent de grosses épines acérées. Sa rusticité USDA est de 6 à 10. La production de fruits est possible dès la 3e année et abondante en 6 à 10 ans selon le climat.

## Gastronomie

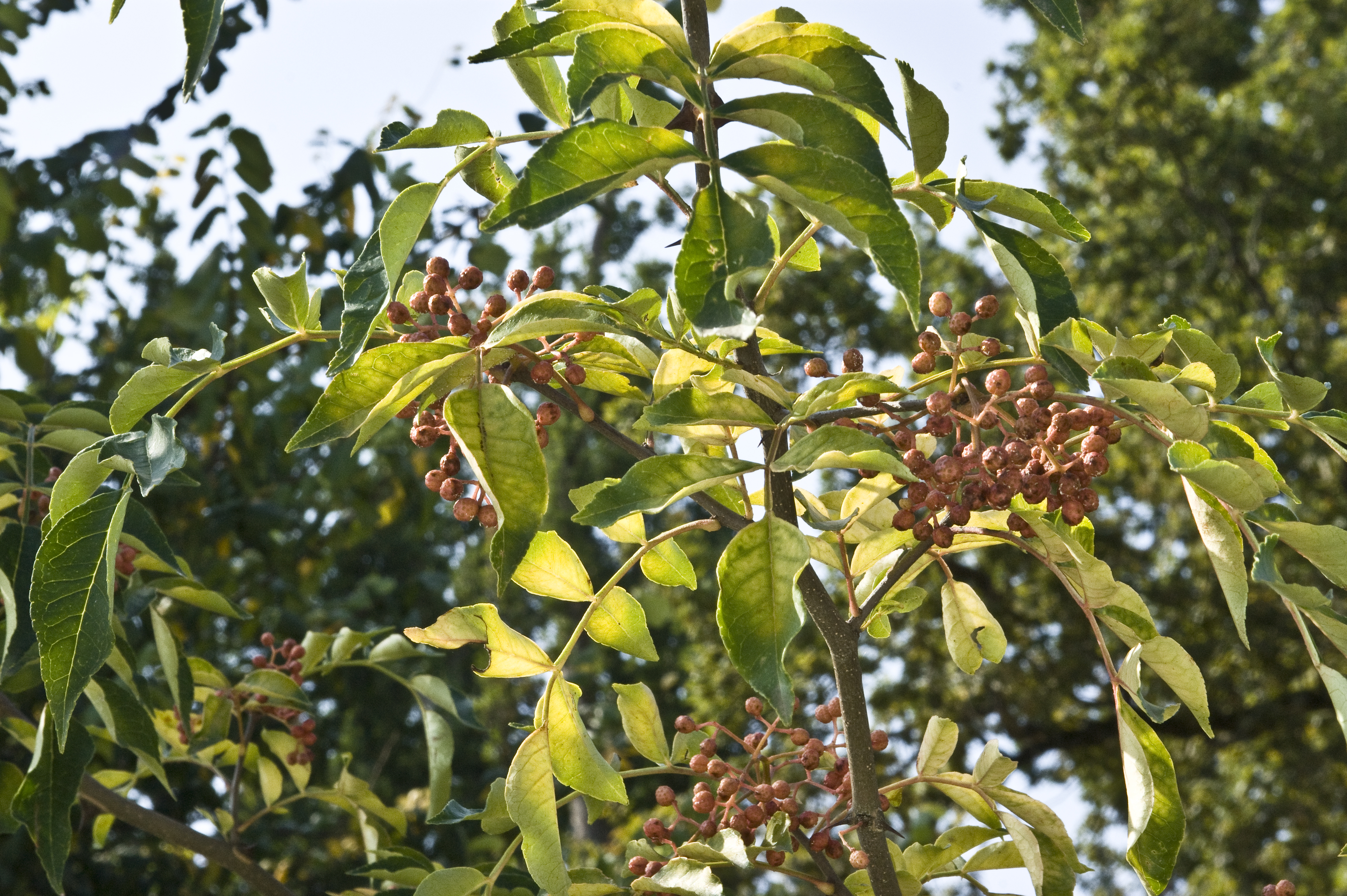
Fruits et feuilles.

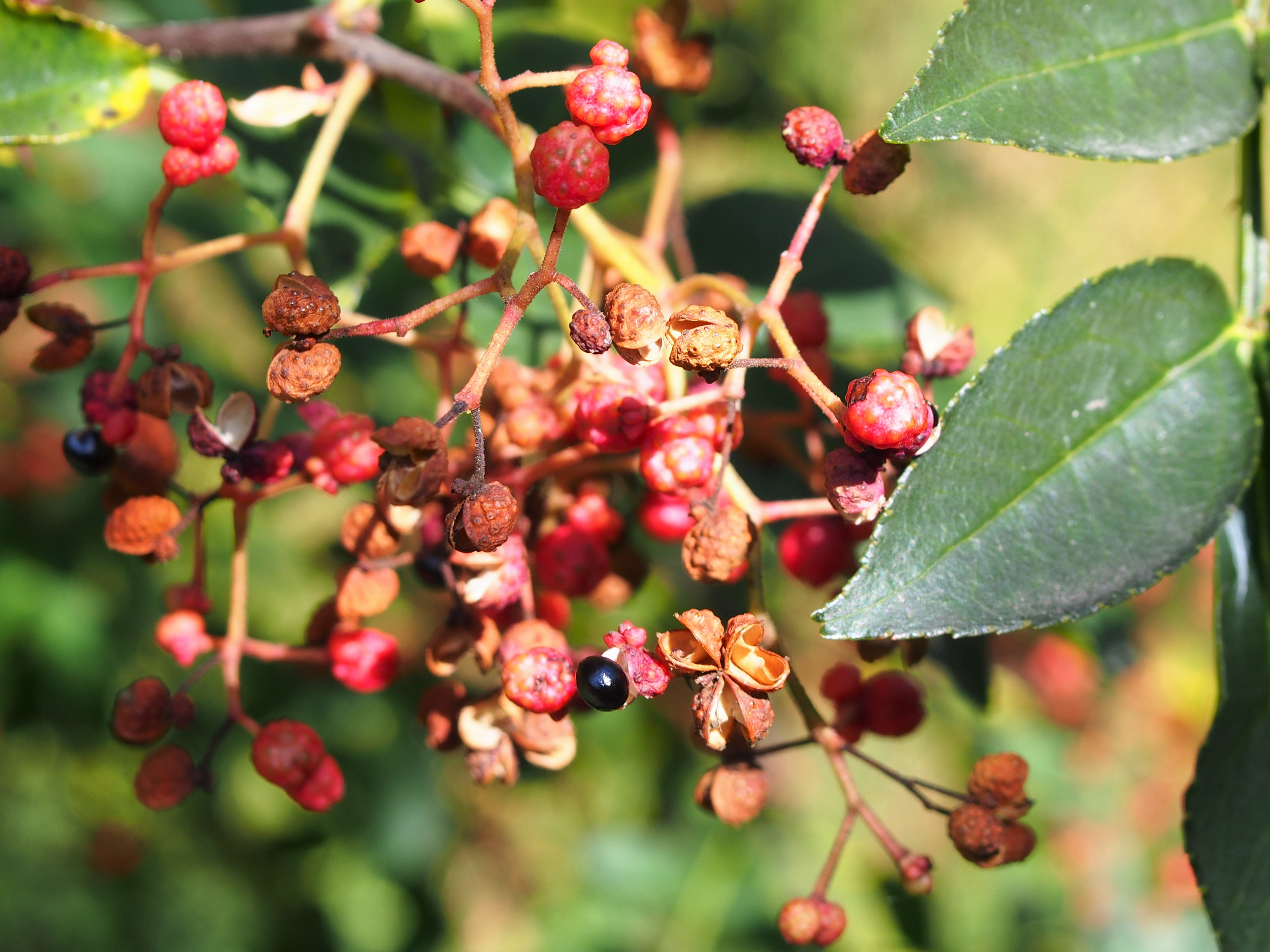
Fruits mûrs.

Malgré son nom, cette épice ne fait pas partie de la famille des Piperacées (poivre), mais de celle des Rutacées (comme les agrumes). Elle est communément utilisée dans la cuisine sichuanaise, tibétaine, bhoutanaise et japonaise ainsi que dans certains plats de la cuisine française (notamment avec la viande de bœuf).
Une fois séchées, les fruits déhiscents de poivre de Sichuan sont débarrassées de leurs graines dures et amères pour ne conserver que le péricarpe qui s'ouvre spontanément à maturité pour laisser échapper la graine .
Son pH est alcalin. Selon les recettes, on l’écrase un peu avant de l’ajouter à la nourriture, en général au dernier moment. L’anis étoilé, le gingembre et, surtout, le piment rouge lui sont souvent associés, comme dans la sauce sichuanaise ma la (chinois : 麻辣 ; pinyin : málà ; litt. « anesthésiant et épicé »).
On le trouve aussi sous forme d’huile (« huile de poivre de Sichuan » ou « huile huajiao »). Cette huile est utilisée pour frire les plats non piquants à base de nouilles. Les meilleures recettes utilisent l’huile de gingembre et du sucre roux pour cuire les nouilles et les légumes, et de l’huile de poivre de Sichuan et du vinaigre de riz en fin de cuisson.
Huājiāo yán (chinois simplifié : 花椒盐 ; chinois traditionnel : 花椒鹽 ; pinyin : huājiāo yán), ou plus simplement jiāoyán (chinois simplifié : 椒盐 ; chinois traditionnel : 椒鹽 ; pinyin : jiāoyán), est un mélange de sel et de poivre de Sichuan grillés dans un wok. Un autre mode de préparation consiste à faire d'abord frire les péricarpes de poivre de Sichuan, puis à les réduire en poudre avant de les mélanger au sel. Il est utilisé comme condiment pour le poulet, le canard ou le porc.
C’est une des principales épices de la cuisine du Sichuan et l'un des ingrédients traditionnels de la cuisine chinoise en général, mais il fait aussi partie d’un mélange célèbre, le cinq épices.
Dans la cuisine indonésienne batak, une espèce proche (Zanthoxylum acanthopodium ou andaliman) fait partie de la pâte verte sambal tinombur (ou pâte à chili), un mélange de piments rouges et d'herbes qui accompagne le porc grillé, la carpe et des spécialités régionales.
Le poivre de Timut ou fruit sec de Timur (Zanthoxylum armatum sensu lato) est l'une des épices importantes de la cuisine du Tibet et du Bhoutan. Une spécialité tibétaine est le momo, un ravioli aux légumes et à la viande de yak ou de bœuf, avec du poivre de Sichuan, de l’ail, du gingembre et de l’oignon. Le poivre de Sichuan a la capacité de masquer la fadeur des viandes peu goûteuses, telles que les abats.
Au Japon, les feuilles séchées et broyées du sancho 山椒 (Zanthoxylum piperitum) sont utilisées pour les plats à base de nouilles et les soupes légèrement piquantes. Les feuilles entières et fraîches (木の芽, kinome, littéralement « pousses de bois ») sont utilisées pour accompagner les légumes comme les pousses de bambou, ainsi que pour décorer les soupes. On utilise ainsi les jeunes pousses, mais aussi occasionnellement les bourgeons floraux, les fleurs et les fruits. Il entre également dans la composition du shichimi togarashi, un condiment japonais.
Dans la cuisine coréenne, deux espèces sont utilisées : Z. piperitum et Z. schinifolium.
Depuis 2012 le site Plants of the World Online considère que Z. bungeanum et Z. piperitum sont une seule et même espèce.